# Athena de Monpezat
Athena, comtesse de Monpezat, née le 24 janvier 2012 à Copenhague, est le quatrième et le plus jeune enfant du prince Joachim de Danemark et de Marie Cavallier. Elle est neuvième dans l’ordre de succession au trône danois.

## Biographie
Athena, comtesse de Monpezat (née princesse Athena de Danemark) naît le 24 janvier 2012 à Rigshospitalet (en français : hôpital universitaire de Copenhague) au centre de Copenhague au Danemark. Ses parents sont le prince Joachim de Danemark (1969), fils cadet de la reine Margrethe II, et sa seconde épouse, la Française Marie Cavallier (née en 1976). Face à la presse à la suite de sa naissance, le prince Joachim indique avec humour que le prénom de la princesse pourrait être n’importe lequel entre Jo et Shéhérazade.
Athena a deux demi-frères issus du premier mariage de son père et d’Alexandra, comtesse de Frederiksborg : Nikolai et Felix. Elle a un frère aîné, Henrik.

### Prénoms et baptême
Comme les autres princes de la famille royale, ses prénoms n’ont été révélés que le jour de son baptême, qui a eu lieu le 20 mai 2012 en l’église Møgeltønder. Elle reçoit les prénoms Athena Marguerite Françoise Marie.
- Athena, d'après la déesse de la sagesse dans la mythologie grecque ;
- Marguerite est la forme française du prénom de sa grand-mère paternelle, la reine Margrethe II ;
- Françoise est le prénom de sa grand-mère maternelle ;
- Marie est le prénom de sa mère.

Ses parrains et marraines sont ses oncles maternels, Grégory Grandet et Édouard Cavallier, Carina Axelsson, épouse de Gustave de Sayn-Wittgenstein-Berlebourg, cousin de Joachim, et des amis du couple, Julie Mirabaud, Diego de Lavandeyra et Henriette Steenstrup.

### Scolarité
Athéna entre en 2017 à la Sct. Joseph Søstrenes Skole (da), une école privée catholique située à Ordrup (au nord de Copenhague).
Entre 2019 et 2023, lorsqu'elle vit avec sa famille à Paris, elle intègre l'École internationale bilingue (EIB), dans le 8e arrondissement de Paris.

## Titulature
- 24 janvier 2012 - 31 décembre 2022 : Son Altesse la princesse Athena de Danemark, comtesse de Monpezat ;
- depuis le 1er janvier 2023[7] : Son Excellence Athena, comtesse de Monpezat[8].

Athena reçoit à sa naissance les titres de princesse de Danemark (en danois, prinsesse til Danmark) et de comtesse de Monpezat (komtesse af Monpezat) — en référence à la famille de son grand-père paternel, le prince Henri de Danemark —, avec prédicat d’altesse. 
À la suite d'une décision de la reine Margrethe II prise le 28 septembre 2022, les enfants du prince Joachim n'utilisent plus leurs titres de princes et princesses, et perdent le prédicat d'altesse. Depuis le 1er janvier 2023, Athena est titrée comtesse de Monpezat avec le prédicat d'excellence.